# Mario Melchiot
Mario Melchiot (født 4. november 1976 i Amsterdam, Holland) er en hollandsk tidligere fodboldspiller, der spillede som højre back senest hos Umm Salal i Qatar. Han har igennem sin lange karriere repræsenteret Chelsea, Birmingham City og Wigan Athletic] i England, Rennes i Frankrig samt Ajax Amsterdam i sit hjemland.
I sin tid hos Ajax Amsterdam var Melchiot med til at vinde to hollandske mesterskaber og én pokaltitel. I Chelsea F.C. vandt han i 2000 FA Cuppen efter finalesejr over Aston Villa.

## Landshold
Melchiot nåede at spille 22 kampe for Hollands landshold, som han debuterede for den 11. oktober 2000 i et opgør mod Portugal. Efterfølgende har han dog aldrig været stamspiller på landsholdet. Alligevel blev han af landstræner Marco van Basten udtaget til den hollandske trup til EM i 2008 i Østrig og Schweiz. 

## Titler
Æresdivisionen
- 1998 med Ajax Amsterdam

Hollands pokalturnering
- 1998 og 1999 med Ajax Amsterdam

FA Cuppen
- 2000 med Chelsea F.C.